# Francisco Sardá
Francisco Sardá, vollständiger Name: Francisco Sardá Gaspa, war ein spanischer Rugby-Spieler und Trainer.
Zunächst Mitglied des C.F.Barcelona im Bereich Turnen/Athletik und 1922 auf dem Gelände an der calle de Industria trainierend, war er auch Teil des Ältestenrates des C.N. Barcelona. 1923 unternahm er erste Anläufe im Rugby-Sport bei der Mannschaft Júpiter. Vorerst kehrte er jedoch zum Turnen zurück. Ab 1925 spielte er wieder Rugby bei Sant Andreu und war Mitbegründer zuerst des Olympic-Teams, später des Europa-Teams. Nach der schrittweisen Auflösung dieser Mannschaften trat er der Mannschaft des C.F. Barcelona bei. 1944 beendete er dann seine aktive Karriere.
Während seiner aktiven Zeit gewann er neben regionalen Titeln drei nationale Meisterschaften in den Jahren 1932, 1942 und 1944. Auch spielte er international und trat etwa mit der spanischen Auswahl 1929 gegen Italien bei der Eröffnung des Estadio de Montjuich an. Weitere Länderspiele absolvierte er gegen die Auswahlen Deutschlands in Dresden und in Barcelona gegen Rumäniens Nationalmannschaft. Überdies spielte er in der Regional-Auswahl und traf dabei auf Gegner in Barcelona und Madrid, nahm aber auch an Partien im Ausland gegen dortige Regional-Auswahlen teil, so etwa in Hannover, Berlin, Toulouse, Paris, Mailand und Rom.
1953 wurde er mit der Silbermedaille des spanischen Verbandes ausgezeichnet, der für ihn seit 1927 insgesamt vier Länderspiele verzeichnet. Im Jahr 1954 war er Trainer der Mannschaft des C.N. Barcelona, die 1945 unter seiner Mitwirkung entstand.